# Saint-Pantaléon (Saône-et-Loire)
Pour les articles homonymes, voir Saint-Pantaléon.
Saint-Pantaléon, ou Saint-Pantaléon-lès-Autun, est une ancienne commune française du département de Saône-et-Loire. Le 15 juillet 1973, la commune est absorbée par la commune d'Autun.

## Histoire
Lorsque la commune est créée sous la Révolution, elle est baptisée Communes-Réunies. Elle absorbe entre 1795 et 1800 les communes de Saint-Pierre-l'Estrier et Saint-Symphorien-lès-Autun,, qui devient une section.
Le 15 juillet 1973, la commune est intégrée avec Saint-Forgeot à Autun qui obtiennent toutes les deux le statut de commune associée. Cependant, Saint-Forgeot quitte la commune en 1985. En 2013, la fusion-association est transformée en fusion simple.
Dans les années 1950, une ZUP est construite au cœur du quartier, classée actuellement en quartier prioritaire de la politique de la ville,.

## Politique et administration

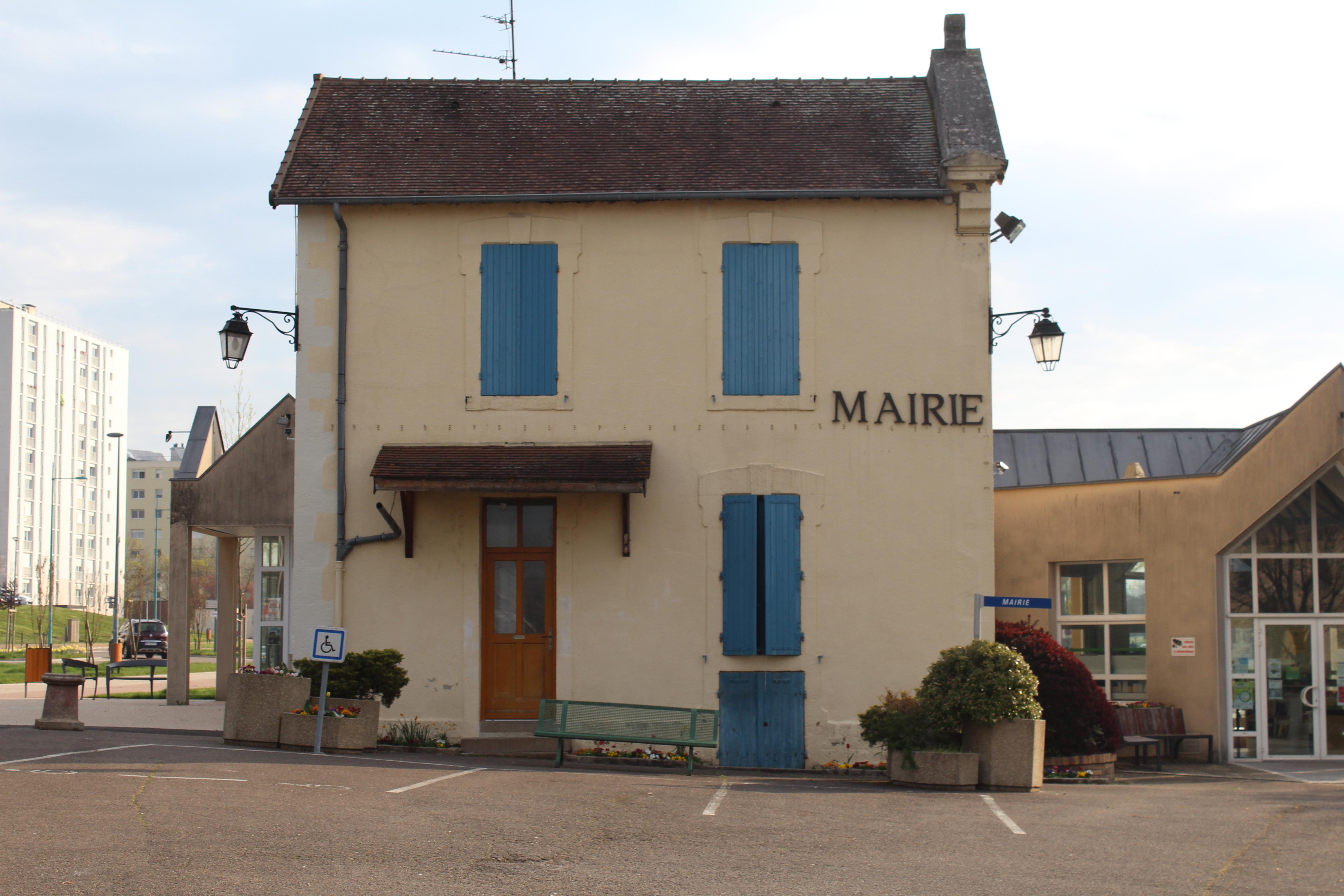
Mairie.

## Population et société

### Démographie
L'évolution du nombre d'habitants est connue à travers les recensements de la population effectués dans la commune depuis 1793. Pour les communes de moins de 10 000 habitants, une enquête de recensement portant sur toute la population est réalisée tous les cinq ans, les populations de référence des années intermédiaires étant quant à elles estimées par interpolation ou extrapolation. Pour la commune, le premier recensement exhaustif entrant dans le cadre du nouveau dispositif a été réalisé en 2004.
En 2011, la commune comptait 3 054 habitants.
| 1793 | 1800 | 1806 | 1821 | 1831 | 1836  | 1841  | 1846  | 1851  |
| ---- | ---- | ---- | ---- | ---- | ----- | ----- | ----- | ----- |
| 205  | 713  | 873  | 913  | 971  | 1 015 | 1 040 | 1 122 | 1 127 |

| 1856  | 1861  | 1866  | 1872  | 1876  | 1881  | 1886  | 1891  | 1896  |
| ----- | ----- | ----- | ----- | ----- | ----- | ----- | ----- | ----- |
| 1 067 | 1 095 | 1 199 | 1 221 | 1 258 | 1 233 | 1 304 | 1 337 | 1 313 |

| 1901  | 1906  | 1911  | 1921  | 1926  | 1931  | 1936  | 1946  | 1954  |
| ----- | ----- | ----- | ----- | ----- | ----- | ----- | ----- | ----- |
| 1 319 | 1 348 | 1 278 | 1 199 | 1 172 | 1 239 | 1 244 | 1 499 | 1 501 |

| 1962  | 1968  | 2006  | 2009  | 2011  | - | - | - | - |
| ----- | ----- | ----- | ----- | ----- | - | - | - | - |
| 1 447 | 1 888 | 2 864 | 2 706 | 3 054 | - | - | - | - |

## Culture locale et patrimoine

### Lieux et monuments

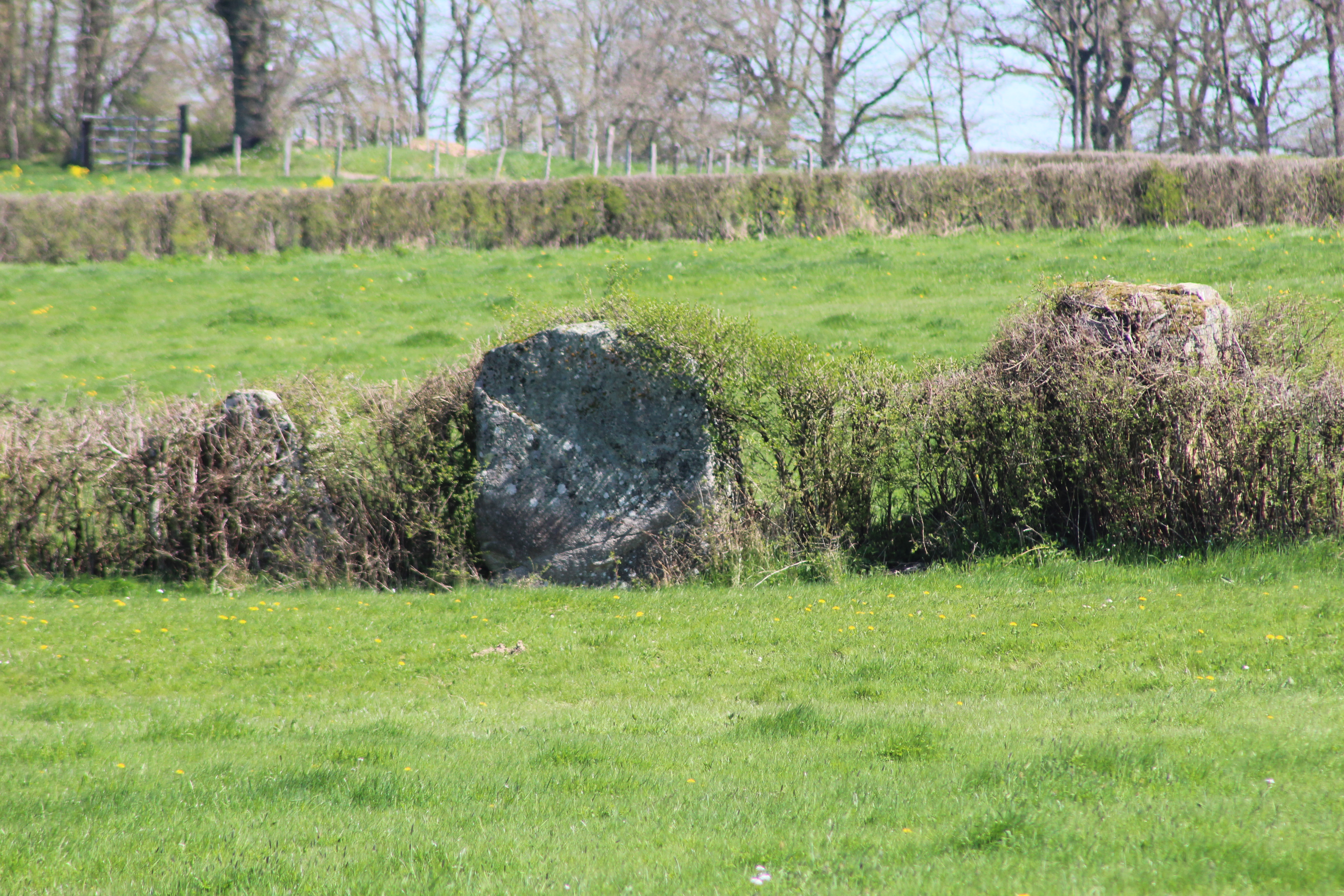
Alignements du Camp de la Justice

- Église Saint-Symphorien, église paroissiale du XIXe siècle, bâtie sur l'emplacement d'une église attestée au XIIe siècle[11]
- Église Saint-Pierre-l'Estrier, église paroissiale de Saint-Pierre, classée monument historique en 1979[12].
- Alignements du Camp de la Justice classée en 1921[13]
- Abbaye Saint-Symphorien, inscrite au titre des monuments historiques en 1993 pour ses bâtiments et classée en 1994 pour son mur de clôture[14].
- Sept croix, dont la plupart ont été érigées au XIXe siècle[15].
- Gare de L'Orme-Saint-Pantaléon

## Pour approfondir